# 에이브러햄 링컨의 라이시움 연설

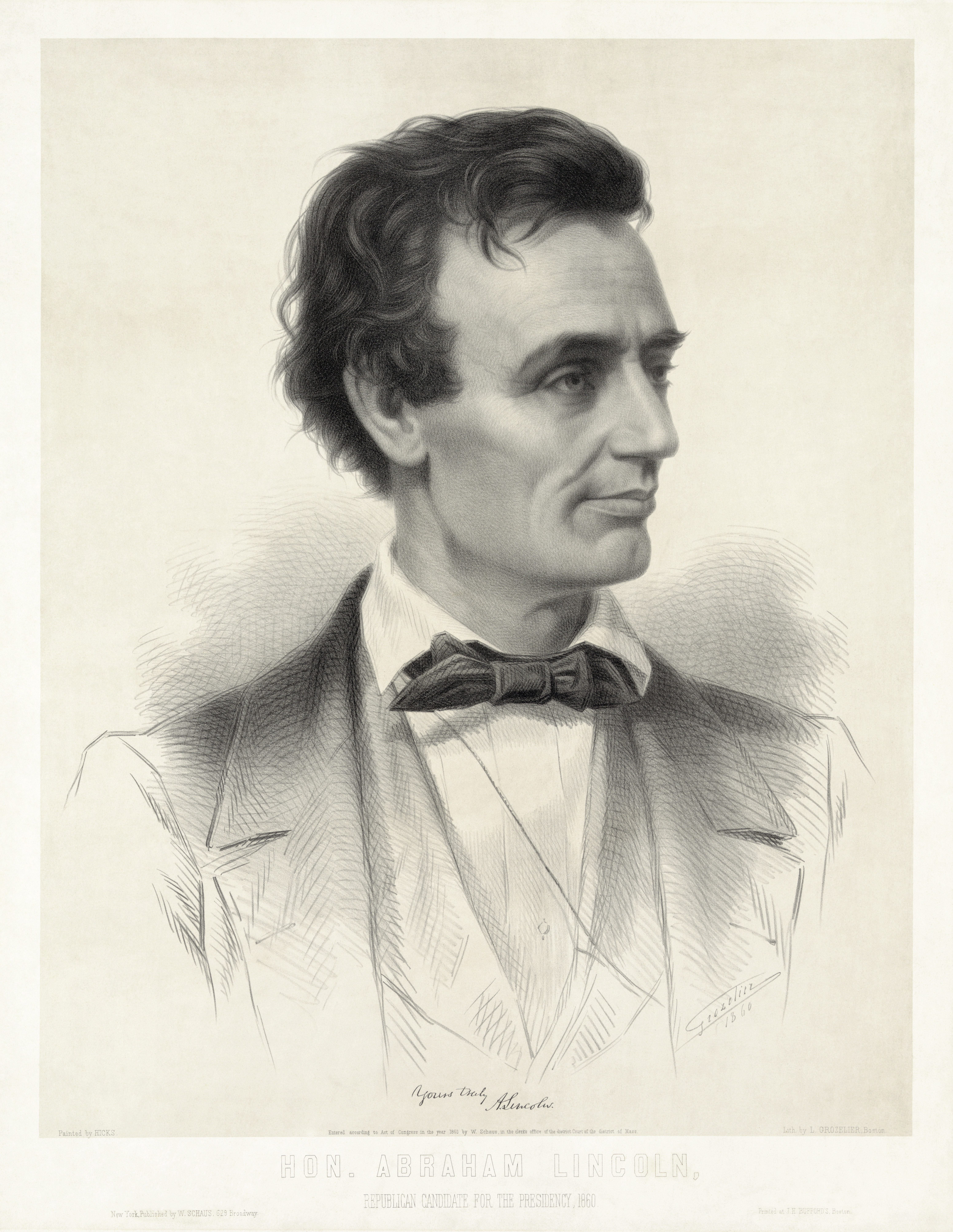
젊은 링컨의 1860년 석판화

에이브러햄 링컨의 라이시움 연설(영어: Abraham Lincoln's Lyceum address)은 1838년 1월 27일 스프링필드 젊은이들의 라이시움에서 "우리 정치 제도의 영속화"라는 제목으로 행해졌다. 연설에서 28세의 링컨은 폭도나 미국 법과 법원을 무시하는 사람들이 미국을 파괴할 수 있다고 경고했다. 그는 나아가 미국 헌법과 법의 지배가 "국가의 정치적 종교"가 되어야 한다고 말했다.

## 연설
링컨 연설의 주제는 헌정 공화국에서의 시민권과 미국 제도에 대한 위협이었다. 연설에서 링컨은 건국의 아버지들이 세운 정치 체제를 극찬했지만, 내부로부터의 파괴적인 힘을 경고했다. 그는 청중에게 다음과 같이 물었다.

대서양 건너편의 거대한 군사 강국이 바다를 건너와 우리를 일격에 분쇄할 것이라고 예상해야 할까? 결코 아니다! 유럽, 아시아, 아프리카의 모든 군대와 지구상의 모든 보물(우리 것을 제외하고)이 군사 금고에 있고, 보나파르트가 사령관이라 해도 천 년의 시도 끝에도 오하이오 강에서 한 모금 마시거나 블루리지 산맥에 발자국 하나 남길 수 없을 것이다. 그렇다면 위험의 접근은 어느 지점에서 예상해야 할까? 나는 답한다. 만약 그것이 우리에게 도달한다면 그것은 우리 안에서 솟아나야 한다. 해외에서 올 수는 없다. 만약 파괴가 우리의 운명이라면 우리는 스스로 그것의 저자이자 완성자가 되어야 한다. 자유민의 국가로서 우리는 영원히 살거나 자살로 죽어야 한다.

링컨은 미국 내 무법 상태에 대해 노예 제도를 간접적으로 비난했다. 이러한 맥락에서 그는 다음과 같이 경고했다.

[우리] 인구 중 악한 부분이 수백, 수천 명의 무리를 지어 교회에 불을 지르고, 식량 창고를 약탈하고, 인쇄기를 강에 던지고, 편집자들을 총살하며, 불쾌한 사람들을 마음대로 처형하고 불태워도 처벌받지 않는다면, 이 정부는 지속될 수 없을 것이다. 이러한 일들로 인해 최고의 시민들의 감정은 정부로부터 점점 더 소원해질 것이고, 따라서 정부는 친구가 없거나 너무 적거나, 그 적은 친구들마저 그들의 우정을 효과적으로 만들 수 없을 것이다.

링컨은 법치주의에 대한 무시가 계속된다면 폭군이 내부로부터 미국 정치 체제를 장악할 수 있다고 경고했다. 그는 다음과 같이 말했다.

세상 역사가 우리에게 진실이라고 말하는 것을 부인하는 것은 야망과 재능을 가진 사람들이 우리 가운데 계속해서 나타나지 않을 것이라고 가정하는 것이다. 그리고 그들이 나타날 때, 그들은 다른 사람들이 이전에 그랬던 것처럼 그들의 지배적인 열망을 만족시키려 할 것이다. 그렇다면 문제는, 다른 사람들이 세운 건물을 지지하고 유지함으로써 그 만족을 찾을 수 있는가 하는 것이다. 확실히 그럴 수 없다. 어떤 임무든 충분히 수행할 자격이 있는 위대하고 훌륭한 많은 사람들은 의회의 자리, 주지사 또는 대통령의 자리 이상을 열망하지 않는 야망을 가질 수도 있지만, 그러한 사람들은 사자의 가족이나 독수리 부족에 속하지 않는다. 무엇이라고! 이러한 자리들이 알렉산더, 카이사르, 또는 나폴레옹을 만족시킬 것이라고 생각하는가? 결코 아니다! 우뚝 솟은 천재는 정해진 길을 경멸한다. 그것은 지금까지 탐험되지 않은 지역을 추구한다. 그것은 다른 사람들의 기억을 위해 세워진 명성의 기념비 위에 이야기를 덧붙이는 데 아무런 구별을 두지 않는다. 그것은 어떤 지도자 밑에서 봉사하는 것만으로 충분한 영광이라고 부인한다. 그것은 아무리 훌륭한 선임자라도 그의 발자취를 따르는 것을 경멸한다. 그것은 명성을 갈망하고 불타오른다. 그리고 가능하다면, 노예를 해방시키는 대가든 자유민을 노예로 만드는 대가든 상관없이 그것을 가질 것이다. 그렇다면, 최고의 천재성을 가지고 그것을 최대한 발휘할 충분한 야망을 가진 어떤 사람이 언젠가 우리 가운데 나타날 것이라고 예상하는 것이 불합리한가? 그리고 그런 사람이 나타날 때, 그의 계획을 성공적으로 좌절시키기 위해서는 사람들이 서로 단결하고, 정부와 법에 충실하며, 일반적으로 지적이어야 할 것이다. 명성은 그의 가장 중요한 목표가 될 것이며, 그는 선행으로도 해악으로도 기꺼이, 아니 오히려 더 기꺼이 그것을 얻을 것이지만, 기회가 지나가고 더 이상 건설할 것이 남지 않으면, 그는 과감하게 파괴하는 일을 시작할 것이다.

이를 막기 위해 링컨은 "법에 대한 경외심"을 강조하고 "이성—냉정하고 계산적이며, 감정 없는 이성"에 의존하는 "정치적 종교"를 육성해야 한다고 결론지었다.
연설에서 링컨은 노예 제도 찬성 폭도에 의해 저질러진 두 가지 살인을 언급했다. 첫 번째는 1836년 세인트루이스에서 경관을 살해한 뒤 폭도에 의해 린치당한 자유민 프랜시스 맥킨토시의 방화 사건이었다. 링컨은 또한 3개월 전 인근 올턴에서 노예 제도 찬성 폭도에 의해 살해당한 신문 편집자이자 노예제 폐지론자인 일라이저 패리시 러브조이의 죽음도 언급했다.

## 유산
이 연설은 상가몬 저널에 게재되어 링컨의 웅변가로서의 명성을 확립하는 데 기여했다. 라이시움 연설은 링컨의 초기 출판 연설 중 하나였기 때문에 역사가들에 의해 철저히 조사되었다. 고어 비달은 이 연설을 사용하여 자신의 역사소설 《링컨》을 위해 링컨의 성격을 완전히 이해했다고 주장했다.
이 연설은 켄 번스의 1990년 다큐멘터리 시리즈 《남북 전쟁》의 첫 에피소드 시작 부분에서 재배열되고 약간 잘못 인용되었다. 이 인용문의 배열은 뉴저지 기반 밴드 타이터스 안드로니쿠스의 두 번째 앨범 《더 모니터》의 노래 "더 완벽한 연방" 시작 부분에서 반복된다.
이 연설의 상당 부분은 디즈니랜드의 어트랙션인 링컨 씨와의 위대한 순간들에서 사용된다.
이 연설은 다이애나 샤웁의 저서 "His Greatest Speeches: How Lincoln Moved the Nation, St. Martin's Press, 2021"에서 심층적으로 분석되었다.

## 같이 보기
- 에이브러햄 링컨과 노예제

## 더 읽어보기
- 샤웁, 다이애나 (2021). His Greatest Speeches: How Lincoln Moved the Nation. New York: St. Martin's Press. ISBN 978-1250763457.